# Cục Kiểm tra văn bản quy phạm pháp luật (Việt Nam)
Cục Kiểm tra văn bản quy phạm pháp luật là đơn vị thuộc Bộ Tư pháp, có chức năng tham mưu, giúp Bộ trưởng Bộ Tư pháp quản lý nhà nước về công tác kiểm tra, rà soát, hệ thống hoá, hợp nhất văn bản quy phạm pháp luật, pháp điển hệ thống quy phạm pháp luật (QPPL); thực hiện kiểm tra văn bản QPPL thuộc trách nhiệm và thẩm quyền kiểm tra của Bộ trưởng Bộ Tư pháp; tổ chức thực hiện rà soát, hệ thống hoá, hợp nhất văn bản QPPL, pháp điển hệ thống QPPL theo quy định của pháp luật.
Cục Kiểm tra văn bản quy phạm pháp luật thành lập ngày 5/8/2003, theo Quyết định số 336/2003/QĐ-BTP ngày 5/8/2003.
Chức năng, nhiệm vụ, quyền hạn và cơ cấu tổ chức của Cục Kiểm tra văn bản quy phạm pháp luật được quy định tại Quyết định số 1189/QĐ-BTP ngày 28/6/2023 của Bộ trưởng Bộ Tư pháp.

## Nhiệm vụ và quyền hạn
Theo Điều 2, Quyết định số 1189/QĐ-BTP ngày 28/6/2023 của Bộ trưởng Bộ Tư pháp, Cục Kiểm tra văn bản quy phạm pháp luật có các nhiệm vụ, quyền hạn chính:
- Xây dựng, trình Bộ trưởng phê duyệt kế hoạch công tác dài hạn, 5 năm, hàng năm của Cục; tham gia xây dựng chiến lược, quy hoạch, kế hoạch phát triển dài hạn, 5 năm và hàng năm của ngành Tư pháp.
- Về kiểm tra văn bản QPPL:

1. Thực hiện tự kiểm tra văn bản QPPL do Bộ trưởng Bộ Tư pháp ban hành hoặc liên tịch ban hành;
2. Kiểm tra văn bản QPPL do Bộ trưởng, Thủ trưởng cơ quan ngang Bộ ban hành; kiểm tra văn bản QPPL liên quan đến nhiều ngành, nhiều lĩnh vực quản lý nhà nước do Hội đồng nhân dân, Ủy ban nhân dân cấp tỉnh và chính quyền địa phương ở đơn vị hành chính - kinh tế đặc biệt ban hành; kiểm tra nội dung quy định thuộc lĩnh vực quản lý nhà nước của bộ, cơ quan ngang bộ trong thông tư liên tịch giữa Bộ trưởng, Thủ trưởng cơ quan ngang bộ với Chánh án Tòa án nhân dân tối cao, Viện trưởng Viện kiểm sát nhân dân tối cao; kiểm tra theo địa bàn, chuyên đề, ngành, lĩnh vực thuộc thẩm quyền của Bộ trưởng Bộ Tư pháp;
3. Kết luận về nội dung trái pháp luật của văn bản và kiến nghị cơ quan, người đã ban hành văn bản xem xét, tự xử lý; đề nghị Bộ trưởng xử lý theo thẩm quyền hoặc kiến nghị cơ quan, người có thẩm quyền xử lý các văn bản trái pháp luật theo quy định của pháp luật;
4. Tham mưu Bộ trưởng báo cáo Thủ tướng Chính phủ quyết định đối với trường hợp có tranh chấp về thẩm quyền kiểm tra văn bản theo quy định của pháp luật.

- Về rà soát, hệ thống hóa văn bản QPPL:

1. Thực hiện rà soát, hệ thống hóa văn bản QPPL trong lĩnh vực kiểm tra, rà soát, hệ thống hóa, hợp nhất văn bản QPPL, pháp điển hệ thống QPPL và Cơ sở dữ liệu quốc gia về pháp luật; cho ý kiến đối với kết quả rà soát văn bản của các đơn vị thuộc Bộ; xây dựng và làm đầu mối tổ chức thực hiện kế hoạch hệ thống hóa văn bản QPPL tại Bộ Tư pháp;
2. Đôn đốc, hướng dẫn, tổng hợp kết quả rà soát, hệ thống hóa văn bản chung của Bộ Tư pháp theo quy định của pháp luật;
3. Thực hiện nhiệm vụ đầu mối của Bộ phận Thường trực Tổ công tác của Thủ tướng Chính phủ về rà soát văn bản QPPL theo yêu cầu, chỉ đạo của Thủ tướng Chính phủ.

- Về hợp nhất văn bản QPPL:

1. Thực hiện hợp nhất văn bản QPPL trong lĩnh vực kiểm tra, rà soát, hệ thống hóa, hợp nhất văn bản QPPL, pháp điển hệ thống QPPL và Cơ sở dữ liệu quốc gia về pháp luật;
2. Cho ý kiến về hồ sơ dự thảo văn bản hợp nhất của các đơn vị thuộc Bộ trước khi trình Bộ trưởng ký xác thực; tổng hợp kết quả hợp nhất văn bản QPPL thuộc thẩm quyền hợp nhất của Bộ Tư pháp;
3. Đề xuất Bộ trưởng kiến nghị cơ quan thực hiện hợp nhất văn bản xử lý sai sót trong văn bản hợp nhất.

- Về pháp điển hệ thống QPPL:

1. Tham mưu, đề xuất Bộ trưởng thành lập các Hội đồng để thẩm định kết quả pháp điển các đề mục trong Bộ pháp điển; giúp việc Hội đồng thẩm định kết quả pháp điển theo đề mục; tham mưu, giúp Bộ trưởng trình Chính phủ quyết định thông qua kết quả pháp điển các chủ đề của Bộ pháp điển và bổ sung các chủ đề mới vào Bộ pháp điển; tham mưu, giúp Bộ trưởng trình Thủ tướng Chính phủ quyết định bổ sung đề mục mới theo quy định của pháp luật;
2. Chủ trì, phối hợp với các đơn vị thuộc Bộ thực hiện pháp điển đối với các QPPL thuộc thẩm quyền pháp điển của Bộ Tư pháp;
3. Tham mưu, giúp Bộ trưởng kịp thời cập nhật QPPL mới ban hành và loại bỏ QPPL hết hiệu lực ra khỏi Bộ pháp điển theo quy định của pháp luật;
4. Kiến nghị Bộ trưởng xử lý theo thẩm quyền hoặc trình Chính phủ, Thủ tướng Chính phủ xử lý những vấn đề vướng mắc liên quan đến việc thực hiện pháp điển hệ thống QPPL.

- Về Cơ sở dữ liệu quốc gia về pháp luật:

1. Giúp Bộ trưởng thực hiện cập nhật văn bản trên Cơ sở dữ liệu quốc gia về pháp luật theo quy định pháp luật;
2. Đề xuất Bộ trưởng đề nghị cơ quan cập nhật văn bản hiệu đính văn bản khi phát hiện có sai sót.

- Quản lý và duy trì hoạt động của Cổng thông tin điện tử pháp điển và Trang thông tin điện tử về kiểm tra, rà soát, hệ thống hóa và hợp nhất văn bản QPPL; xây dựng, cập nhật và quản lý Cơ sở dữ liệu phục vụ công tác kiểm tra, rà soát, hệ thống hoá văn bản QPPL; thực hiện ứng dụng công nghệ thông tin trong công tác kiểm tra, rà soát, hệ thống hóa, hợp nhất văn bản QPPL, pháp điển hệ thống QPPL.
- Thực hiện các nhiệm vụ khác theo quy định của pháp luật hoặc do Bộ trưởng giao.

## Cơ cấu tổ chức
(Theo Khoản 1b, Điều 3, Quyết định số 1189/QĐ-BTP ngày 28/6/2023 của Bộ trưởng Bộ Tư pháp)
- Văn phòng Cục
- Phòng Kiểm tra, rà soát, hệ thống hóa văn bản QPPL khối kinh tế (gọi tắt là Phòng Kiểm tra khối kinh tế)
- Phòng Kiểm tra, rà soát, hệ thống hóa văn bản QPPL khối khoa giáo - văn xã (gọi tắt là Phòng Kiểm tra khối khoa giáo - văn xã)
- Phòng Kiểm tra, rà soát, hệ thống hóa văn bản QPPL khối nội chính (gọi tắt là Phòng Kiểm tra khối nội chính)